# Lower Hutt City
El Lower Hutt City Association Football Club (abreviado comúnmente Lower Hutt City AFC o simplemente Lower Hutt City) es un club de fútbol de la ciudad de Lower Hutt en Nueva Zelanda.
Se fundó en 1968 como resultado de la fusión de Lower Hutt City y Railways. El hecho más destacado de este club fue su participación en la Liga Nacional de Nueva Zelanda en la temporada 1997/98 bajo el nombre de Hutt City.
En 2004 fue uno de los clubes de la Región de Wellington fundadores de la franquicia Team Wellington, actualmente participante de la ASB Premiership.

## Jugadores
- Datos: Q2744301